# Painted Desert

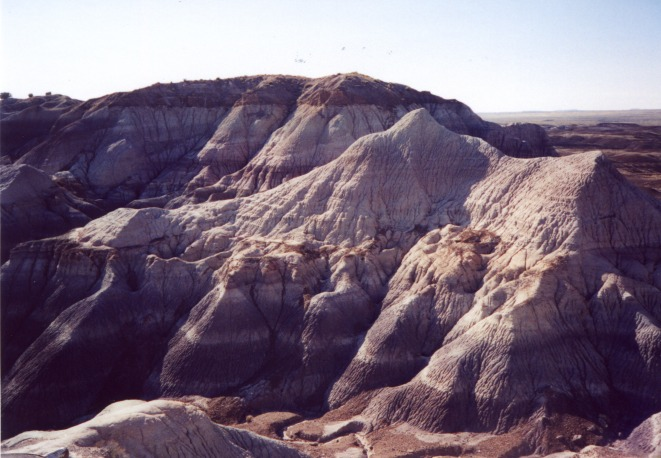
De Painted Desert

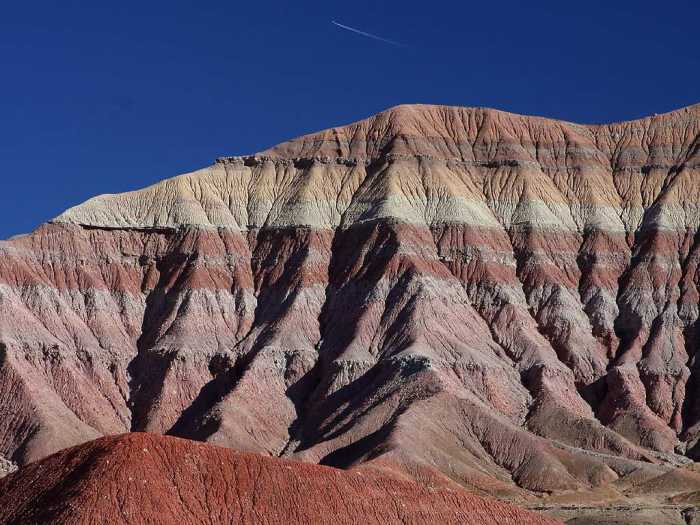
De Painted Desert dankt zijn naam aan de gekleurde rotsformaties die er te vinden zijn

De Painted Desert (Geverfde woestijn) is een gebied van woestijnachtige badlands in het noorden van de Amerikaanse staat Arizona. De Painted Desert beslaat een oppervlakte van zo'n 378 km² en strekt zich oostwaarts uit van de Grand Canyon tot aan het Nationaal Park Petrified Forest.
De Painted Desert dankt zijn naam aan de gekleurde (zand)steen formaties die rode, paarse en bruine tinten aannemen, onder andere afhankelijk van de lichtinval die gedurende de dag verandert. De werking van erosie hebben verschillende lagen van de rotsbodem blootgelegd die geologen helpen bij de vaststelling van de geologische geschiedenis van het gebied. In de woestijn zijn vele verschillende soorten fossielen aangetroffen waaronder voetafdrukken van dinosaurussen en, vooral in het Nationaal Park Petrified Forest, versteend hout.
Indianenstammen als de Hopi en de Navajo bewonen het gebied al zo'n duizend jaar. De Spanjaarden, die de Painted Desert in de 16e eeuw en later verkenden, noemden het el desierto pintura. Een groot deel van het gebied ligt in het Navajo Reservaat en de bewoners gebruiken de rode klei van de woestijn voor het vervaardigen van souvenirs die bij toeristen aan de man worden gebracht.